# Meeresparasiten des Menschen
Meeresparasiten des Menschen sind im Meerwasser lebende Parasiten, die den Menschen befallen können.
Weit über 100 und wahrscheinlich über 200 Arten von Eukaryoten infizieren den Menschen. Bei weitem die wichtigsten sind Parasiten, deren Lebenszyklen auf dem Land oder im Süßwasser ablaufen. Dennoch gibt es zahlreiche Arten von Meeresparasiten, die den Menschen befallen können, obwohl nicht eine einzige dieser Arten Menschen als obligatorischen Wirt benötigt. Die einzelnen Infektionen einschließlich der Symptome und Verhütungsmaßnahmen werden von verschiedenen Autoren in dem von Rohde herausgegebenen Standardwerk besprochen (Rohde 2005), auf dem dieser Beitrag weitgehend beruht.

## Helminthen (parasitische Würmer)
Die größte Zahl der beim Menschen gefundenen Arten von Meeresparasiten sind Helminthen, d. h. parasitische Würmer. Hierzu zählen Fadenwürmer (Nematoda), Saugwürmer (Trematoda) und Bandwürmer (Cestoda). Die für diesen Beitrag wichtigen Merkmale der Gruppen, sind folgende:
- Die meisten Nematoden sind getrennt-geschlechtlich und durchlaufen vier Larvenstadien (L1–L4), bis die Geschlechtsreife im fünften Stadium erreicht wird. Die Stadien gehen durch insgesamt vier Häutungen, d. h. Abwerfen der alten Kutikula und Bildung einer neuen, auseinander hervor. In einigen Fällen bleibt die Kutikula des vorhergehenden Stadiums als Scheide eine Zeitlang erhalten.
- Adulte Trematoden sind im Allgemeinen hermaphroditisch (d. h. sowohl männlich wie auch weiblich) und produzieren Eier, in denen sich eine Wimperlarve (Miracidium) entwickelt. Diese Larve muss in Zwischenwirte (Weichtiere) eindringen, wo sie sich zu einer Sporocyste entwickelt, die ihrerseits Tochtersporocysten oder Redien produziert. Geschwänzte Cercarien entwickeln sich in diesen Larven und verlassen den Zwischenwirt, um sich entweder außerhalb eines Wirtes oder in einem zweiten Zwischenwirt zu encystieren. Die encystierten Larven sind die Metacercarien. Sie entwickeln sich zu geschlechtsreifen Würmern, wenn sie von Wirbeltieren gefressen werden. Arten der Familie Schistosomatidae besitzen keine Metacercarie, sondern die Cercarien dringen aktiv durch die Haut in den Endwirt.
- Alle in Menschen vorkommenden Meerescestoden gehören zur Familie der Diphyllobothriidae, die in Meeressäugern geschlechtsreif werden. Eier werden im Kot ausgeschieden. In ihnen entwickelt sich das erste Larvenstadium, das bewimperte Coracidium, das in Copepoden eindringt und sich zur sogenannten Prozerkoid-Larve entwickelt. Wenn Fische infizierte Copepoden fressen, entwickelt sich in ihrer Muskulatur ein Plerocercoid. Säuger infizieren sich durch Aufnahme infizierter Fische.

Nicht selten sind zusätzliche, sogenannte Transportwirte (paratenische Wirte) in den Lebenszyklus von Helminthen eingeschaltet, in denen Larven zwar überleben, aber sich nicht weiterentwickeln.

### Nematoden

#### Anisakiose
Nematoden sind besonders wichtig, weil sie die schwersten Symptome verursachen können. So verursachen larvale Rundwürmer der Familie Anisakidae das Syndrom der Anisakiose. Infektion erfolgt durch Verzehr von unzureichend gekochten oder rohen Fischen oder Tintenfischen. Die am häufigsten verantwortliche Art ist Anisakis simplex (Anisakis Typ I Larve). Auch Pseudoterranova decipiens ist nicht selten. Anisakis physeteris, Contracaecum osculatum und Hysterothylacium aduncum kommen dagegen nur selten beim Menschen vor.
Der Lebenszyklus von Pseudoterranova decipiens („Robben-“ oder „Seehundwürmer“) ist wie folgt: Adulte Würmer leben im Darm von Seehunden. Eier werden mit dem Stuhl ausgeschieden und sinken zum Meeresboden. Die Entwicklung in den Eiern geht bis zum dritten Larvenstadium. Sodann verlässt die 0,2 mm lange Larve das Ei, verbleibt aber in der Kutikula des zweiten Larvenstadiums, das als Scheide dient. Die Larven heften sich mit dem Schwanzende am Substrat an und werden von verschiedenen kleinen Krebstieren (Ruderfußkrebse, juvenilen Flohkrebse und Schwebegarnelen) gefressen. Die Larven brechen jetzt durch die Scheide und dringen in das Haemocoel des Wirtes ein. Ruderfußkrebse werden von größeren Macro-Wirbellosen (geschlechtsreife Flohkrebse, Schwebegarnelen, Vielborster) gefressen, in denen die Larven eine Länge von mehr als 8 mm erreichen können. Kleine Fische infizieren sich, wenn sie derart infizierte Macro-Wirbellose fressen. Größere Fische infizieren sich, wenn sie Wirbellose oder kleinere Fische fressen. Larven (immer noch im dritten Larvenstadium) dringen durch die Darmwand der Fische und wachsen in der Muskulatur bis zu einer Länge von 30 bis 60 mm heran. Seehunde schließlich infizieren sich, wenn sie infizierte Fische oder auch infizierte Macro-Wirbellose fressen. Die letzten zwei Häutungen finden im Darm der Seehunde statt. Menschen sind nicht notwendig für die Vollendung des Lebenszyklus. Sie spielen die Rolle eines Transportwirtes für das dritte Larvenstadium.
Arten der Gattung Anisakis benutzen nicht Seehunde (Robben) als Endwirte, sondern Wale, und werden deshalb auch „Walwürmer“ genannt. Die Symptome der Anisakiose variieren stark, abhängig davon, in welchen Organen oder Geweben die Larven sich befinden. Man spricht daher von Magen-, Darm- und Extra-Magendarm-Anisakiose. Ferner unterscheidet man eine akute und chronische Form. Akute Magen-Anisakiose ist vor allem charakterisiert durch schnell (zwei bis sieben Stunden nach der Infektion) einsetzende Unterleibsschmerzen, oft begleitet von Brechreiz und Erbrechen. In der chronischen milden Magen-Anisakiose sind die Schmerzen schwächer, können aber bis über zwei Jahre dauern, wenn die Parasiten nicht operativ entfernt werden. Fast alle Fälle von Darm-Anisakiose sind akut, meist mit starken Unterleibsschmerzen, Erbrechen, Verstopfung und Durchfall. In den meisten extra-Magen-Darm Fällen sind die Symptome mild und lokalisiert.
Infektionen können leicht verhindert werden durch Kochen der Wirte, oder durch Einfrieren (−20 °C für einen oder mehrere Tage).

#### Trichinellose
Trichinellose wird verursacht durch Infektionen mit Arten des Rundwurmes Trichinella. Schwere Infektionen können zum Tode führen und waren zum Beispiel in Deutschland im 19. Jahrhundert nicht selten. Der am weitesten verbreitete Infektionsmechanismus ist das Essen von nicht gründlich gekochtem Schweinefleisch. Geschlechtsreife Würmer leben nur kurze Zeit im Dünndarm, wo sie kopulieren und lebende Larven produzieren, die in das Blutsystem gelangen. Larven des ersten Stadiums (d. h. bevor eine Häutung erfolgte) enkapsulieren sich in gestreiften Muskeln. Einige Genotype leben frei in den Muskeln, ohne Kapseln zu bilden. Meeressäuger sind ausschließlich vom Genotyp 2, der Art Trichinella nativa befallen. Die Art ist gefrier-tolerant, im Gegensatz zu den durch Schweinefleisch übertragenen Formen. Fälle von Trichinella in Meeressäugern sind auf die circumpolare Arktis beschränkt. Eisbären (60 % Infektionshäufigkeit in einigen Gebieten), Walross (ebenfalls bis zu 60 %) und seltener Wale und Robben sind Träger.
Von Meeressäugern erworbene Trichinella sind wichtige Krankheitserreger beim Menschen in der Arktis. Walross und danach Eisbären sind die wichtigsten Infektionsquellen. Die Symptome hängen vor allem von der Infektionsstärke ab. Wichtig ist, dass selbst Frieren bei einer Temperatur von −20 °C über vier Jahre nicht alle Larven abtötete.

#### Infektionen mitAngiostrongylus(Lungenwurm der Ratte)
Der Ratten-Lungenwurm Angiostrongylus cantonensis infiziert als „normale“ Endwirte verschiedene Nagetiere, unter anderem Ratten. Das Weibchen erreicht eine Länge von etwa 33 mm, das Männchen ist viel kleiner. Der Parasit ist kein echter Meeresparasit, sondern benutzt Land- und Süßwassertiere in seinem Lebenszyklus, doch dienen einige Meeres-Wirbellose als Transport (paratenische) Wirte, die den Parasiten auf andere Wirte übertragen können, in denen jedoch keine Entwicklung stattfindet. Menschen sind abnorme Wirte, die Larven im dritten Stadium „bewirten“. Im Allgemeinen findet keine Entwicklung zur Geschlechtsreife im Menschen statt. Ursprünglich war der Parasit auf die indo-pazifische Region beschränkt, ist jedoch durch Einschleppung jetzt in vielen tropischen und subtropischen Regionen zu finden.
Geschlechtsreife Würmer leben in den Lungenarterien von Nagetieren (bei starker Infektionsstärke auch im rechten Ventrikel). Sie produzieren Eier, aus denen in den Lungenarterien und Kapillaren Larven schlüpfen, die die Trachea hinaufwandern, verschluckt und mit dem Kot ausgeschieden werden. Land- und Süßwasser-Mollusken fressen die Larven oder werden durch externes Eindringen der Larven infiziert. In wenigen Wochen entwickeln sich die Larven zum dritten Stadium, das für Nagetiere infektiös ist. Die gefressenen Larven erreichen im Blut- oder Nervensystem der Nager die Oberfläche des Gehirnes. Nach einigen Wochen wandern die Larven in die Lungenarterien.
Verschiedene Brackwasser- und Meeresfische sowie Wirbellose konnten experimentell infiziert werden. Garnelen der Familien Palaemonidae und Penaeidae in Aquakultur sind wahrscheinlich die wichtigsten Transportwirte im Meer, und Austern und Meeresmuscheln (Mercenaria) sind geeignete Zwischenwirte.
Das verursachte Syndrom ist eosinophile Meningoenzephalitis (oder eosinophile Meningitis), eine Entzündung der Hirnhäute mit Anreicherung eosinophiler weißer Blutzellen. In extremen Fällen sind sogar Geistesgestörtheit und Tod die Folge. Sehr starke Kopfschmerzen, Paralyse, Erbrechen und Fieber sind nur einige der weiteren möglichen Symptome. Frieren und Erhitzen töten die Larven ab.

#### Schistosomatidae
Schistosoma sind die bekannten Erreger der Schistosomiasis, die über Süßwasser verbreitet werden.
Larven verschiedener anderer Arten der Trematodenfamilie Schistosomatidae, die im Allgemeinen Vögel und (nicht-menschliche) Säuger infizieren, versuchen in bestimmten Gewässern, durch die Haut des Menschen zu dringen (siehe auch Badedermatitis). Da der Mensch ein abnormer Wirt ist, sterben sie ab, ohne die Geschlechtsreife zu erlangen, können aber oft starke entzündliche Reaktionen hervorrufen. Im Meere sind Arten der Gattungen Austrobilharzia, Ornithobilharzia und Gigantobilharzia sowie wahrscheinlich weitere nicht identifizierte Gattungen verantwortlich. Sie alle haben Vögel als „normale“ Endwirte. Von besonderem Interesse ist Austrobilharzia (A. terrigalensis, A. variglandis) mit zahlreichen Molluskenarten als Zwischenwirten.
Infektionen kommen vor allem in ruhigen Küstengewässern wie Lagunen oder Flussmündungen vor, was sich durch das Verhalten der Schistosomenlarven erklärt. Die Larven der Schistosomen schwimmen zur Wasseroberfläche und warten dort, bis ein geeigneter Wirt erscheint. Sie dringen sodann in die Haut, wobei sie oft prickelnde Reizungen verursachen, die etwa eine Stunde anhalten. Auch Urtikaria (Nesselausschlag) andere Hautausschläge und -reaktionen, die sich zu flüssigkeitsgefüllten Bläschen entwickeln können, sind charakteristisch. Sekundäre Infektionen sind möglich, und Läsionen sind oft pigmentiert und können zehn Tage oder sogar Wochen oder Monate andauern. Erste Infektionen führen im Allgemeinen nur zu schwachen Reaktionen, wiederholte Infektionen sind dagegen bedeutend folgenreicher und können auch generelle Symptome wie zum Beispiel Fieber und Ödeme verursachen.

### Oral aufgenommene Trematoden (Saugwürmer) und Cestoden (Bandwürmer)
Menschen infizieren sich mit einer großen Zahl von Arten, indem sie Larven (Metacercarien der Saugwürmer, Plerocercoide der Bandwürmer) mit infizierten, nicht ausreichend gekochten Meerestieren zu sich nehmen. Rohe, gesalzene, marinierte oder nur schwach gekochte Fische und Wirbellose, wie zum Beispiel Mollusken sind traditionell sehr beliebte Delikatessen in vielen Ländern (unter anderem in Korea, Japan, Hawaii und anderen pazifischen Inseln). Weit verbreitet sind Sushi und Sashimi, ursprünglich japanische Delikatessen, aber jetzt weltweit populär.
Trematoden, die durch Meeres- oder Brackwassertiere übertragen werden, benutzen ohne Ausnahme Gastropoden (Schnecken) als erste, und Mollusken oder Fische, die die Metacercarien enthalten, als zweite Zwischenwirte. Infektionen sind auf Flussmündungen und Küstenregionen beschränkt, und alle Arten sind klein. Von wenigen Ausnahmen abgesehen, gehören die Arten zu der Familie Heterophyidae (seltener auch zu den Echinostomatidae und Gymnophallidae). Die Infektionsraten können sehr groß sein. In einem koreanischen Dorf waren zum Beispiel 75 % der Bevölkerung infiziert.
Die meisten Arten verursachen keine oder nur geringfügige und wenig spezifische Symptome, obwohl die Infektionsstärke manchmal enorm ist. So wurden fast 70.000 Würmer dreier Arten in einem koreanischen Patienten nachgewiesen, der nur relativ leichte Symptome hatte: gelegentlich leichte Schmerzen in der Magengegend, Durchfall und schlechte Verdauung. Andererseits wurden Würmer auch in Patienten mit ernsthaften Symptomen wie Pankreatitis gefunden, obwohl nicht klar ist, ob die Parasiten die Ursache der Symptome waren. In seltenen Fällen verlassen die kleinen Würmer auch den Darmkanal und sie oder häufiger ihre Eier verursachen Embolien im Gehirn, im Rückenmark und im Herzen, mit manchmal tödlichem Ausgang.

### Cestoden (Bandwürmer)
Die Bandwürmer gehören zu den Diphyllobothriidae, die meisten Arten zur Gattung Diphyllobothrium, einige auch zu Diplogonoporus. Natürliche Endwirte sind Wale und Robben. Lebenszyklen umfassen Copepoden als erste, und Fische (die die für Menschen infektiösen Plerocercoid-Larven beherbergen) als zweite Zwischenwirte. Transportwirte können ebenfalls eingeschaltet sein. Die für die Menschen wichtigsten Arten sind Diphyllobothrium pacificum und Dipogonoprus spp. Symptome sind Durchfall, Unterleibsschmerzen, Anorexie und generelle Schwäche.

## Protista (Einzellige Eukaryoten)
Die im Meer vorkommenden, den Menschen infizierende Arten gehören zu den Microsporidia (bei WP eine Abteilung der Pilze) und Apicomplexa, und möglicherweise zu den Flagellaten.
Microsporidia kommen in fast allen Stämmen der Wirbellosen und in fünf Klassen der Wirbeltiere vor. Bisher sind mehr als 1300 Arten beschrieben worden, doch ist das nur ein sehr kleiner Prozentsatz der existierenden Arten, denn die meisten potentiellen Wirte sind noch nie untersucht worden. Die Microsporidia sind intracellulär und bilden der Infektion dienende Sporen. Wenigstens 14 Arten in sechs Gattungen (nur einige davon im Meer) infizieren den Menschen, die meisten jedoch nur, wenn das Immunsystem geschwächt ist, wie zum Beispiel in AIDS-Patienten. Pleistophora, zum Beispiel, parasitiert wechselwarme Tiere, vor allem Meeres- und Süßwasserfische, wurde aber auch in einem Menschen mit defekten Immunreaktionen gefunden. Eine zunehmende Zahl von Microsporidien, die Arten in Fischen ähnlich sind, werden in immuno-inkompetenten Menschen gefunden. Fische und auch Krebse müssen als mögliche Infektionsquellen angesehen werden.
Apicomplexa im Meer sind ausschließlich Coccidien. Infektion erfolgt durch Aufnahme von Oocysten. Befallen werden insbesondere immun-defekte Personen. Die Art Cryptosporidium parvum (und verwandte Arten der gleichen Gattung) verursacht Cryptosporidiose im Menschen. Oocysten werden mit verseuchtem Wasser aufgenommen und verursachen ernsthaften Durchfall. Obwohl die Arten typische Süßwasserorganismen sind, können infektiöse Oocysten in Küstengewässer geschwemmt werden und dort bis zu einem Jahr überleben. Meeresmuscheln und Austern können die Oocysten anreichern und der Genuss solcher potentieller Träger sollte daher von immun-defekten Personen vermieden werden.
Der Flagellat Giardia infiziert verschiedenste Wirbeltiere, so auch den Menschen, normalerweise ebenfalls im Süßwasser. Jedoch wurden resistente Ruhestadien aus Meeresbivalviern isoliert. Die Möglichkeit der Infektion des Menschen durch Verzehr infizierter Mollusken im Meer ist daher nicht auszuschließen. Symptome schließen ernsthaften Durchfall ein (Freeman in Rohde 2005).